# Désirée (Name)
Désirée, auch Desirée oder Desiree, ist ein weiblicher Vorname. Er entspricht dem lateinischen Namen Desideria – abgeleitet von Desiderata – und bedeutet so viel wie „die Gewünschte, Begehrte“. Désirée ist die französische Form, die Schreibung Desiree wird eher im englischen Sprachraum verwendet. Desiree kommt auch als Familienname vor.

## Namenstag
- 8. Mai, 23. Mai (Schweden) und 13. September

## Bekannte Namensträgerinnen
- Desiree Akhavan (* 1984), iranisch-US-amerikanische Filmschauspielerin, Regisseurin und Drehbuchautorin
- Désirée Artôt de Padilla (1835–1907), Opernsängerin in der Stimmlage Mezzosopran
- Désirée Bethge (* 1952), deutsche Fernsehjournalistin und Medientrainerin
- Desirée Bjerke (* 1971), norwegische Skeletonpilotin
- Désirée Clary (1777–1860), Königin Desideria von Schweden und Norwegen
- Desirée Dauber (* 1973), deutsche Juristin, Mitglied des Hessischen Staatsgerichtshofs, seit 2014 Richterin am Bundesgerichtshof
- Désirée von Delft (* 1985), deutsche Schauspielerin
- Desirée Ficker (* 1976), US-amerikanische Langstreckenläuferin und Triathletin
- Désirée Gay (* 1810; † nach 1891), französische Feministin und Sozialistin
- Désirée Grundbacher (* 1983), Schweizer Fußballschiedsrichterin und ehemalige Fußballspielerin
- Désiree Hamelink (* 1981), niederländische Schachspielerin
- Desirèe Henry (* 1995), britische Sprinterin
- Desiree Heslop (Princess) (* 1961), britische Popsängerin
- Desiree Klaeukens (* 1985), deutsche Singer-Songwriterin
- Désirée Ladwig (* 1964), deutsche Ökonomin
- Desiree Linden (* 1983), US-amerikanische Langstreckenläuferin
- Desiree van Lunteren (* 1992), niederländische Fußballspielerin
- Désirée Nick (* 1956), deutsche Kabarettistin und Schauspielerin
- Désirée Nosbusch (* 1965), deutsch-luxemburgische Schauspielerin und Moderatorin
- Desirée Rossit (* 1994), italienische Hochspringerin
- Desirée Schumann (* 1990), deutsche Fußballspielerin
- Desiree Scott (* 1987), kanadische Fußballspielerin
- Désirée Sesek (* 1980), deutsche Fußballspielerin
- Désirée Silfverschiöld (* 1938), schwedische Prinzessin, Schwester von Carl XVI. Gustaf
- Desirée Treichl-Stürgkh (* 1964), österreichische Journalistin und Verlegerin
- Desiree van Lunteren, niederländische Fußballspielerin
- Désirée von Trotha (1961–2021), deutsche Filmautorin, Fotografin, Journalistin und Schriftstellerin
- Des’ree (Desiree Weeks) (* 1968), englische Popsängerin

## Familienname
- Sharon Desiree, US-amerikanische Schauspielerin

## Männliche Namensformen
- Desiderius
- Desiderio
- Didier
- Désiré